# زیردریایی آی-۱۴
زیردریایی آی-۱۴ (به انگلیسی: Japanese submarine I-14) یک زیردریایی بود که طول آن 113.70 m بود. این زیردریایی در سال ۱۹۴۴ ساخته شد.